# Весёлый войлок
Весёлый войлок — российская компания, работающая в сфере социального предпринимательства, располагается в Рыбинске, Ярославская область. Основана в 2008 году супругами Павлом Гавриловым и Лией Виснапу. Компания специализируется на производстве сувенирной продукции из войлока, техникой войлоковаляния.

## История
Идея организации социального предприятия «Весёлый войлок» возникла у Гавриловых после посещения семинаров Фонда Оксфам.
В 2006 году художники декораторы Павел Гаврилов и Лия Виснапу впервые познакомились с технологией сухого валяния войлока при создании декораций для кукольного театра. В 2008 году родилась идея создания творческой мастерской для широкого круга интересующихся этим народным промыслом, которая позволяла бы людям под руководством опытных наставников создавать игрушки из войлока, а затем их продавать. В январе 2008 года была набрана первая группа из 15 многодетных матерей и матерей детей-инвалидов, остро нуждающихся в дополнительных деньгах, при отсутствии возможности надолго покидать дом.
В апреле первые изделия были отправлены на выставку в Москву, где вызвали большой спрос. На выставке, так же были заключены первые долгосрочные контракты о сотрудничестве.
Немного позже, их проект стал победителем пилотного конкурса в сфере социального предпринимательства Фонда «Наше будущее», от которого они получили грант в размере 300 000 рублей, имея 200 000 собственных сбережений, они начали строить бизнес. Ими были предприняты попытки подключить к сотрудничеству не только молодых матерей, но так же молодежь и пенсионеров, однако успеха эти попытки не возымели.

## Концепция
Согласно существующей практике, новые группы валяльщиц набираются три раза в год, обучение длится два месяца, все материалы предоставляются обучающимся бесплатно. Далее люди работают на компанию в свободном графике, самостоятельно определяя для себя объёмы работы. В договоре оговаривается запрет на самостоятельную реализацию продукции в дизайне Гаврилова.
Расчет с работниками происходит сразу по факту изготовления. Начисление оплаты производится по системе нормо-часов. Супруги прописали количество часов, которое требуется на изготовление той или иной модели игрушки, и таким образом определяют гонорар. В среднем сотрудницы Весёлого войлока в месяц зарабатывают от 3000 до 15 000 рублей.
Клиентская база компании — московские магазинчики подарков, книжные магазины, сувенирные лавки, магазины цветов, бензозаправочные станции. Постепенно продукция выходит на рынок регионов России. Большое влияние на продажи оказывает сезонность рынка подарков, основные продажи приходятся на вторую половину года и испытывают пик перед новогодними праздниками.
Торговля осуществляется мелкими партиями около 30 000 рублей на клиента, частота поставок — порядка раза в квартал. Цена единицы продукции при реализации 800—1000 рублей. Оборот компании — порядка 1,5 млн рублей в год. Прибыль составляет около 20 %.